# Hälge, Gotlands kommun
Hälge är en småort i Stenkyrka socken i Gotlands kommun i Gotlands län, belägen vid länsväg 149 på nordvästra Gotland.